# Stefan Due Schmidt
Stefan Due Schmidt (ur. 28 sierpnia 1994 w Kopenhadze) – duński łyżwiarz szybki i rolkarz szybki.
Mieszka w Kopenhadze, gdzie trenuje w klubie HLF72. Studiuje na University College Sjaelland Ankerhus w Sorø. Jego trenerem jest były duński sportowiec Jesper Carlson. Jak sam twierdzi, najbardziej motywująco na rozwój jego kariery wpłynął jego młodszy brat Philip Due Schmidt, który również jest panczenistą i rolkarzem. Jego idolami są byli kolarze szosowi: Szwajcar Fabian Cancellara i Belg Tom Boonen oraz były belgijski kolarz przełajowy Sven Nys. Zna trzy języki: duński, angielski i niemiecki.

## Kariera
Przygodę ze sportem Schmidt zaczął jako dziecko od jazdy na rolkach w 2000 roku. Był zaangażowany w rolkarstwo przez wiele lat, w 2003 roku pojechał swój pierwszy wyścig, a już w 2007 roku dołączył do kadry narodowej. W 2011 r. został nawet dwukrotnym mistrzem Europy juniorów. Jak później twierdził, było to jego najbardziej niezapomniane sportowe osiągnięcie. Obecnie wciąż reprezentuje Danię na arenie międzynarodowej jako rolkarz szybki. W 2015 r. zajął 25. miejsce w maratonie na Mistrzostwach Świata w Kaohsiung w Chińskim Tajpej.  
W międzyczasie jednak bardziej spodobał mu się pomysł lepszego ścigania się z czasem na lodzie. W 2008 roku podjął się łyżwiarstwa szybkiego. Uwielbiał jeździć na rolkach z bratem, a także samemu i w drużynie, jednak po odkryciu łyżwiarstwa szybkiego uświadomił sobie, że bardziej cieszy się uczucia prędkości na lodzie. 
Po raz pierwszy na łyżwiarskiej arenie międzynarodowej Duńczyk pojawił się podczas mistrzostw świata juniorów w fińskim Seinäjoki w 2011 roku, gdzie zajął 32. miejsce na dystansie 1500 m. Pierwszy start w Pucharze Świata zaliczył rok później, zajmując w holenderskim Heerenveen 29. miejsce na 30 zawodników w grupie B na dystansie 5000 m. W tym samym roku zajął też najlepsze jak dotąd miejsce na imprezie mistrzowskiej. Na mistrzostwach świata juniorów w japońskim Obihiro zdobył 10. miejsce na dystansie 5000 m. W 2013 roku zajął 7. miejsce w klasyfikacji końcowej startu masowego w Pucharze Świata juniorów. Rok później był bliski powtórzenia tego wyniku, ale ostatecznie skończyło się na 8. pozycji. W 2017 roku zajął najlepsze jak do tej pory miejsce w Pucharze Świata w łyżwiarstwie szybkim. W holenderskim Heerenveen wywalczył 12. miejsce w starcie masowym.
Jego celem i ambicją był wyjazd na Zimowe Igrzyska Olimpijskie 2018 do koreańskiego Pjongczangu oraz Zimowe Igrzyska Olimpijskie 2022 do chińskiego Pekinu. Pierwszy krok udało mu się już zrobić. W olimpijskim finale startu masowego zajął 13. lokatę.  
Podczas swojej krótkiej kariery doznał już kilku poważnych urazów. W 2008 roku złamał rękę i musiał zrobić przerwę od sportu na 8 tygodni. W 2011 roku ponownie złamał rękę oraz zerwał więzadło, przez co musiał odpoczywać przez 10 tygodni. Cztery lata później ponownie złamał rękę, tym razem aż dwa razy.   